# الصفات المتغيرة
الصفات المتغيرة: كشف العلم كيف يغير التأمل حالة عقلك وجسدك، تم نشر كتاب "علم التأمل: كيف يغير عقلك وجسدك" في بريطانيا العظمى في العام 2017 وهو من تأليف الصحفي العلمي دانيال جولمان وعالم الأعصاب ريتشارد ديفيدسون، أما بالنسبة إلى الكتاب فهو يناقش أبحاثًا عن التأمل وقد اجرى المؤلفان مراجعة أدبية لأكثر من 6000 دراسة علمية حول التأمل وقد اختارا الستين دراسة التي يعتقدون أنها ترتقي بأعلى المعايير المنهجية.

## الملخص
كتب المؤلفان أنه يمكن ممارسة التأمل على مستويين: "المسار العميق" وهو للانضباط التأملي المكثف الذي يهدف إلى التحول الذاتي الكامل و"المسار الواسع" لممارسة أقل كثافة ويمكن أن تصل إلى أكبر عدد من الناس، يناقش الكتاب كلا المستويين ونتائج الذين يمارسون التأمل من المستوى الأعلى في نهاية الكتاب، بعد حضور جلسات التأمل في آسيا وبينما كان طلاب الدراسات العليا معًا في جامعة هارفارد في السبعينيات فقد صاغ جولمان وديفيدسون فرضية مفادها أن «ما بعد هو السابق أثناء التالي» - مما يعني أن التغييرات التي تستمر بعد نهاية جلسة التأمل تساهم في نقطة انطلاق أكثر اتزانًا لجلسة التأمل التالية، إن مثل هذه التغييرات النفسية الدائمة أو الصفات المتغيرة هي محور هذا  الكتاب وهي على عكس الحالات المتغيرة للوعي أثناء التأمل التي تنتهي مع جلسة التأمل. يشرح المؤلفون مجموعة من العقبات المنهجية التي تحول دون دراسة التأمل علميًا، أدت تلك العقبات إلى العديد من الدراسات المعيبة كما وقد كتبا أنه بناءً على مراجعة شاملة للأدب من قبل مجموعة أبحاث ديفيدسون فقد اختارا فقط الدراسات التي اعتبروها تلبي أعلى المعايير لاستخدامها في الكتاب.
كتب المؤلفان أن التأمل يؤدي إلى تقليل الإجهاد، فعلى سبيل المثال فإن ممارسة 30 جلسة تحد من التوتر القائم على اليقظة (MBSR)  وتؤدي إلى التقليل من نشاط اللوزة الدماغية، كما أن ممارسة التأمل على مدى طويل تزيد من الاتصال بين قشرة الفص الجبهي (PFC) واللوزة الدماغية، فيما يتعلق بالتعاطف فقد ميز الكاتبان بين التعاطف المعرفي  والتعاطف العاطفي والاهتمام التعاطفي، ينتج عن آخر نوع عمل للمساعدة في تقليل المعاناة، كما يذكران أن مالا يقل عن ثمان ساعات من التأمل اللطيف المحب يمكن أن يزيد من القلق التعاطفي، كما كتبا أن التأمل في جوهره هو حول إعادة تدريب الانتباه، يناقشان الدراسات التي تظهر أن قدرًا صغيرًا من التأمل يمكن أن يحسن الانتباه على المدى القصير (على سبيل المثال فإنه ينعكس في غمضة انتباه أقصر)؛ بينما تجلب الممارسة الدائمة تحسينًا دائمًا. ينتقل المؤلفان بعد ذلك إلى الإحساس بالذات الذي ينعكس في الشرود الذهني الذاتي الذي غالبًا ما يكون مزعجًا لشبكة الوضع الافتراضي للدماغ، كتبا أنه عند ممارسة التأمل المبكر تعمل دوائر الدماغ على تثبيط نشاط الدماغ وأن النشاط في الممارسة اللاحقة في الشبكة نفسها ينخفض، في حين يقولان أن التأمل لم يكن تطويره  أصلا لعلاج المرض إلا أنه يبدو أن له بعض الآثار المفيدة في هذا الصدد بما في ذلك تقليل مستويات السيتوكينات المؤيدة للالتهابات -على الرغم من أنهم يقولون إنها  ليست مفهومة جيدا بعد- على نحو مماثل، لم يكن التأمل مصممًا لعلاج الأمراض النفسية ولكن لوحظ (من بين نتائج أخرى) أن التحليل التعقيبي لـ 47 دراسة وجدت أن التأمل والدواء فعالان بنفس القدر في علاج الاكتئاب والقلق والألم لكن من دون الآثار الجانبية السلبية للأدوية.
يروي الفصل التالي كيف قام مختبر ديفيدسون بمساعدة الراهب البوذي الفرنسي ماتيو ريكارد بتجنيد اليوغا بما في ذلك مينغور رينبوش من أجل دراسة الآثار العصبية للتأمل على مستوى عال، في دراسة أستشهدا بها كثيًرا وجدا طفرة كبيرة في كل من النشاط الكهربائي (باستخدام تخطيط كهربية الدماغ) والنشاط في دوائر الدماغ للتعاطف (باستخدام التصوير بالرنين المغناطيسي) عندما كان مينغور يتأمل في التعاطف، يكتب المؤلفان أن ممارسة اليوغا ذات الخبرة لها مستويات أعلى بكثير من موجات جاما وأنها تظهر توقعا قليلا للألم وتعافيًا سريعًا جدًا منه، كما وأنها يمكن أن تعيد التركيز وتبقي انتباهها مع قليل من الجهد، ثم يلخص المؤلفان فوائد التأمل التي وصفوها حتى الآن لثلاثة مستويات من الممارسة: الممارسين المبتدئين والممارسين على المدى الطويل والممارسين على "المستوى الأولمبي"، يناقش المؤلفان في الفصل الأخير التطبيقات الجديدة المحتملة لأبحاث التأمل ويذكرون قرائهم بندرة البيانات الموثوقة عن التأمل عندما أصبحا مهتمين لأول مرة في سبعينيات القرن الماضي مقارنة بقاعدة الأدلة الكبيرة والمتنامية المتاحة الآن.

## استقبالية الكتاب
تشيد مراجعة كتاب Psych Central بالكتاب لتجنب الإثارة الشائعة حول الموضوع أثناء استكشاف البحوث المهمة، يقول: "في كتابهما الجديد، [...] يكشف الخبيران المعترف بهما في مجالاتهما والمتأملان مدى الحياة دانييل غولمان وريتشارد ج. ديفيدسون عن البيانات التي توضح ما يمكن للتأمل القيام به وما لا يمكن القيام به".
قدمت مجلة Greater Good Magazine من جامعة كاليفورنيا في بركلي مراجعة إيجابية قوية للغاية للكتاب، يصف الصفات المتغيرة بأنه «كتاب قابل للقراءة للغاية يساعد القراء على فصل القمح عن قشر علم اليقظة» الذي يجعل «حجة مقنعة بأن التأمل بأشكال مختلفة لديه القدرة على تغييرنا ليس فقط في الوقت الحالي ولكن بطرق أكثر عمقًا ودائمة»، تنص المراجعة أيضًا على أن «ديفيدسون وجولمان أبلغا بإخلاص عن الأدلة المضادة أيضًا».
تلقى الكتاب مراجعة أكثر نقدًا في مجلة NeuroRegulation وتقدم المراجعة قائمة بنتائج الأبحاث الجديرة بالملاحظة والمساهمات المنهجية للبحوث المستقبلية وتقر بالعقبات التي يواجهها العلماء العاملون في المجالات التي لم يتم قبولها بشكل كامل، مع ذلك فإنه يحذر في مذكرة ختامية: «من وجهة نظر أكاديمية حتى هذا الكتاب والبحث المشترك يضيف إلى مجموعة من الأدلة التجريبية المشكوك فيها التي تفتقر في بعض الأحيان بشكل واضح إلى الحياد».
تقارن مراجعة في مجلة New Scientist بين الكتاب وكتاب توماس جونر Thomas Joiner Minder الذي يزعم أن التأمل الذهني قد أفرط في المبيعات، تطلق المراجعة على "الصفات المتغيرة" أنها "مطلوبة بشدة" وترفض انتقاد جولر لليقظة الذهنية باعتبارها في غير محلها.
جاء في مقال نشر على موقع Mindful.org أنه "عندما تتخلص من الدراسات التي لا تلبي أعلى المعايير العلمية كما فعل غولمان ودافيدسون في كتابهما تظهر صورة واضحة لما نعرفه عن علم التأمل - وما لا يزال علينا تعلمه.

## وصلات خارجية
- محادثات في جوجل: جولمان ودافيدسون يناقشان الصفات المتغيرة
- سلسلة المتحدثين على LinkedIn: يناقش جولمان ودافيدسون الصفات المتغيرة
- يناقش جولمان ودافيدسون الصفات المتغيرة والموضوعات ذات الصلة مع سام هاريس
- جولمان ودافيدسون يناقشان السمات المتغيرة على إذاعة ABC أكثر سعادة بنسبة 10٪